# Liste der größten Kirchen

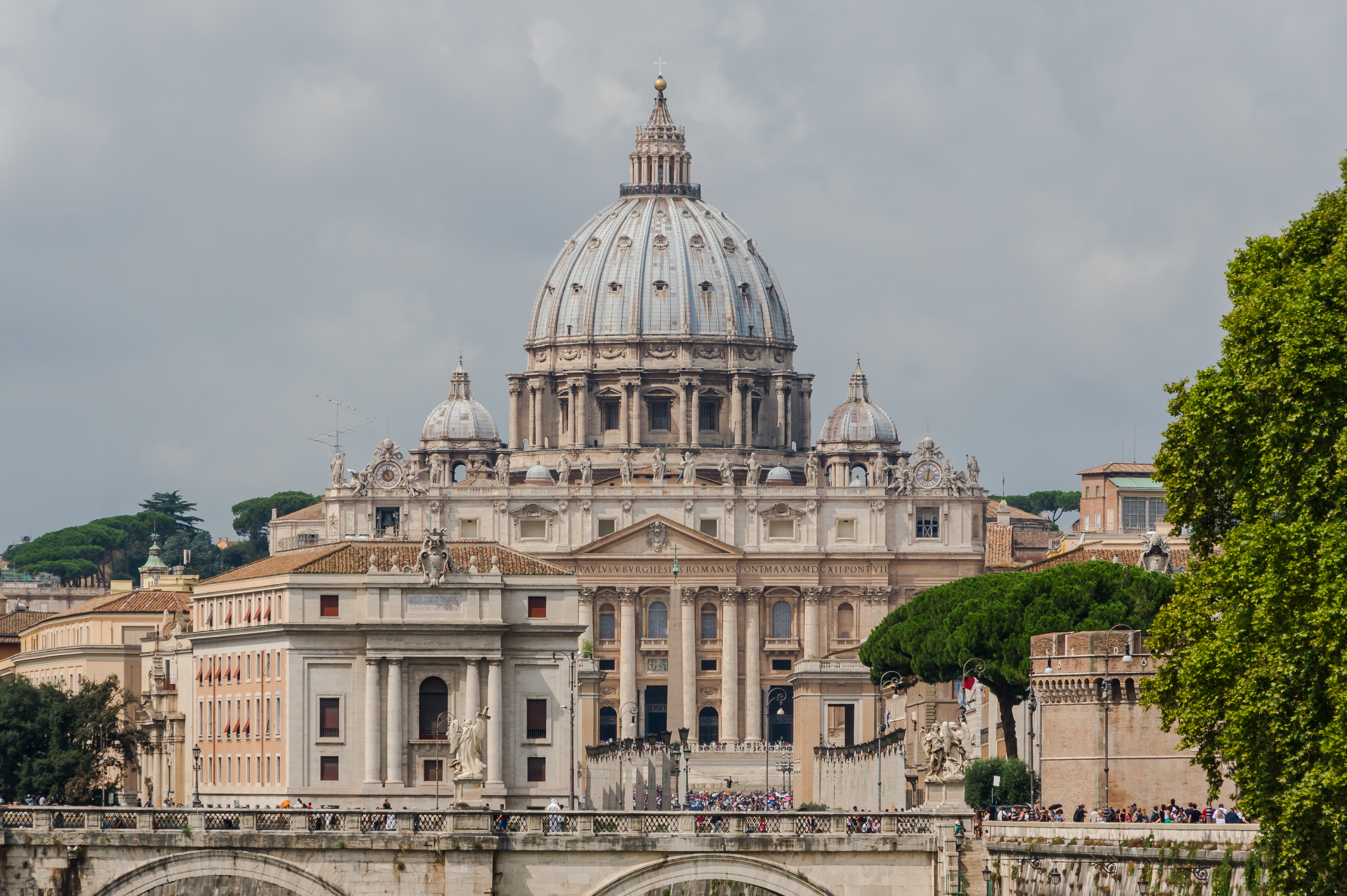
Der Petersdom gilt gemeinhin als die größte Kirche der Welt. Nach vielen Kriterien ist dies auch tatsächlich so.

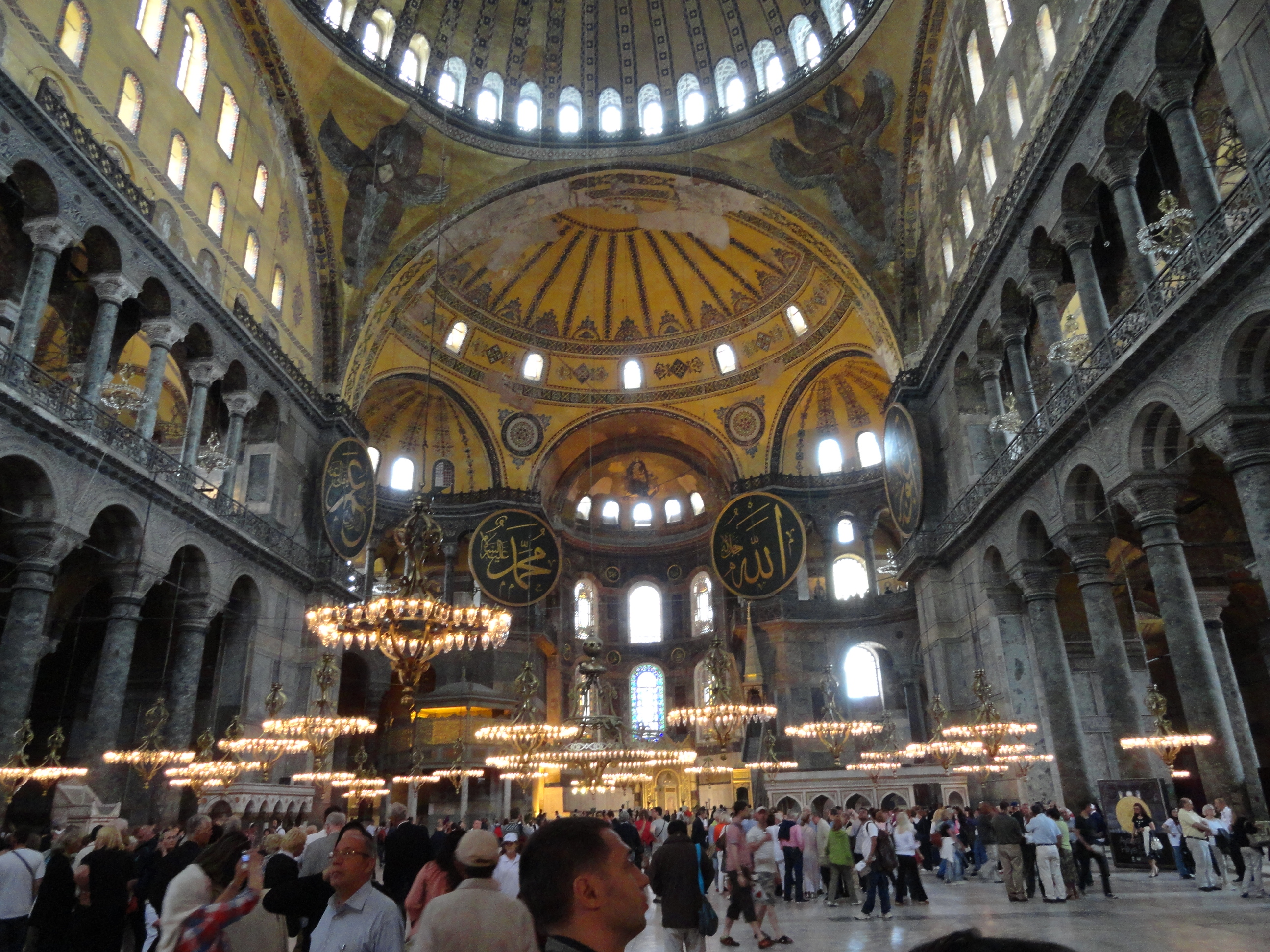
Die Hagia Sophia, ehemalige Hauptkirche der orthodoxen Christenheit, war 1000 Jahre lang die größte Kirche der Welt. Sie besitzt mit 31 m Kuppeldurchmesser bis heute die größte Weite eines sakralen Bauwerks

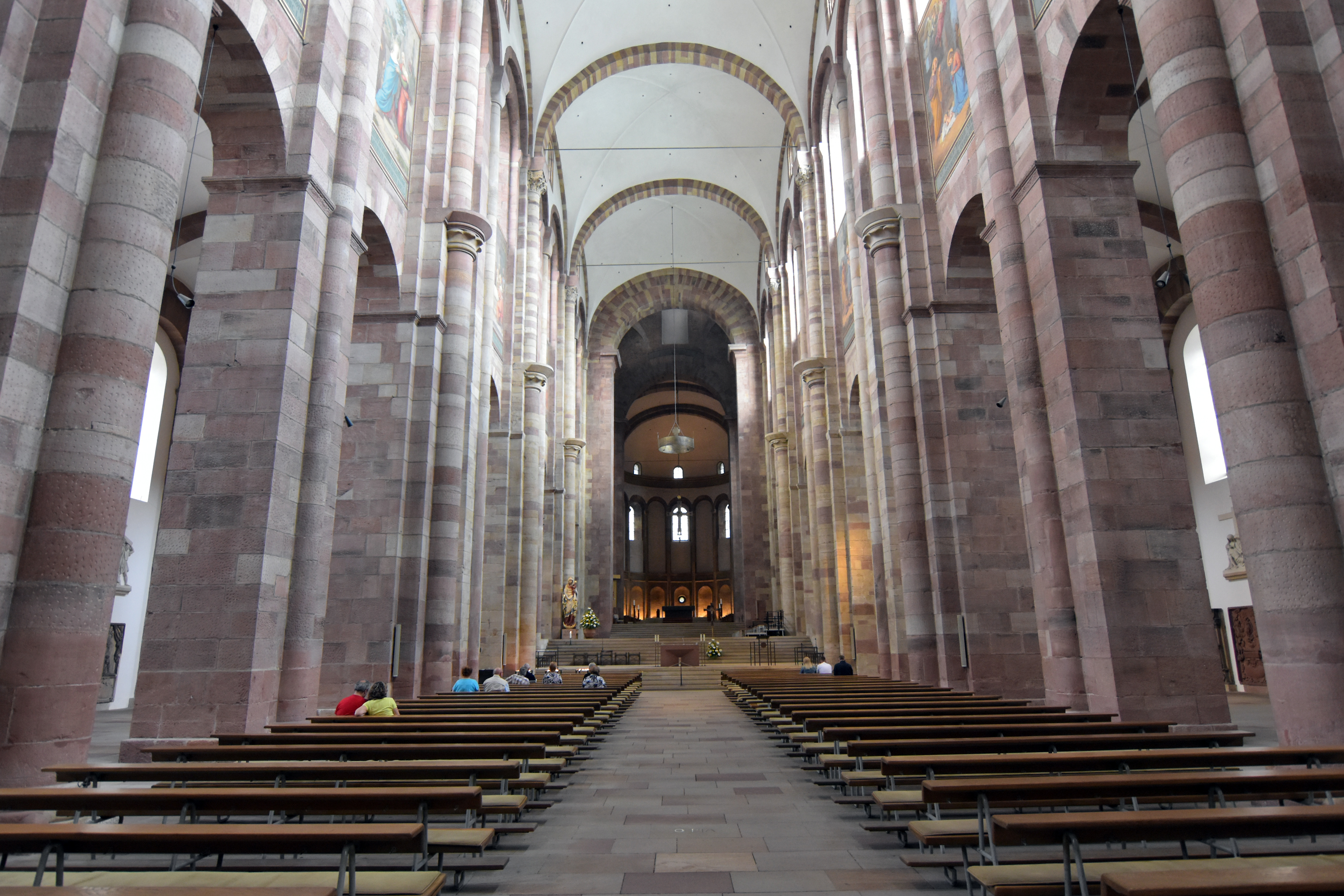
Mit dem Dom zu Speyer begann in Mitteleuropa die technische Aneignung im Bau großer Gewölbe, deren Kenntnis nach der Antike verloren gegangen war

Dies ist eine Liste der größten Kirchen der Welt nach verschiedenen Kriterien.

## Methodik
Als Kriterien für „groß“ werden in der Literatur unterschiedliche Maße herangezogen, u. a. folgende:
- äußere Länge, Breite, Grundfläche oder Bauvolumen des Bauwerks
- lichte Höhe der Kirchenschiffe
- lichte Weite zwischen den Gurtbögen eines Kirchenschiffes oder zwischen den Pfeilern der Kuppel
- lichte Höhe der Vierung oder einer Kuppel
- Länge des Kirchenschiffs, Breite des Querhauses
- äußere konstruktive Höhe von Kirchtürmen oder Kuppeln (höchster Punkt des Bauwerks über Grund)
- Innenvolumen oder Nutzfläche des Kirchenraums
- Fassungsvermögen (Personen)

Neben die Vielzahl an möglichen Kriterien tritt noch die historische Dimension. Einige der größten Kirchen wurden ursprünglich für einen anderen Zweck erbaut und später zur Kirche geweiht, oder als Kirche errichtet und später umgewidmet, und einige der im Mittelalter errichteten Türme und Kirchenschiffe stürzten später ein.
Aus den Eigenheiten der Architekturgeschichte der christlichen Welt ergeben sich dabei einige regionale Besonderheiten. So finden sich viele der längsten mittelalterlichen Kathedralen in England, die meisten der höchsten Kirchenschiffe in Frankreich, viele der höchsten Kirchtürme in Deutschland oder ehemals deutschen Städten sowie viele der nach Breite und Grundfläche größten Kathedralen in Spanien.

## Längste Kirchengebäude

### Die 10 längsten Kirchengebäude (Außenmaße)
| Grundriss             | Kirche                            | Standort                           | Länge | Anmerkungen |
| --------------------- | --------------------------------- | ---------------------------------- | ----- | --- |
| Grundriss Rom         | St. Peter im Vatikan              | Rom, Vatikanstadt                  | 211 m | |
|                       | Christuskathedrale                | Liverpool, Vereinigtes Königreich  | 189 m | Längster Kirchenbau des 20. Jh., erbaut 1904–78.                                                                      |
|                       | St. John the Divine               | New York, USA                      | 183 m | Baubeginn 1892, Kathedrale bisher unvollendet.                                                                        |
|                       | Liebfrauenbasilika                | Aparecida, Brasilien               | 173 m | |
| Grundriss Winchester  | Dreieinigkeitskathedrale          | Winchester, Vereinigtes Königreich | 170 m | Errichtet im 11. Jahrhundert. Bis zum Umbau der Westfassade im 14. Jahrhundert war das Langhaus sogar 180 Meter lang. |
|                       | Abteikirche                       | St Albans, Vereinigtes Königreich  | 168 m | |
| Grundriss Ely         | Dreieinigkeitskathedrale          | Ely, Vereinigtes Königreich        | 164 m | |
| Grundriss Westminster | Westminster Abbey                 | London, Vereinigtes Königreich     | 162 m | |
|                       | Nationalkathedrale Peter und Paul | Washington, USA                    | 160 m | |
| Grundriss Canterbury  | Christuskathedrale                | Canterbury, Vereinigtes Königreich | 160 m | |

Die 1095 geweihte Abteikirche Cluny III war ihrerzeit bis zur Fertigstellung des Petersdoms mit 187 m Länge die längste Kirche der Welt, wurde allerdings im Verlauf der Französischen Revolution zum größten Teil zerstört.

### Die 10 längsten Kirchenschiffe (Innenmaße)

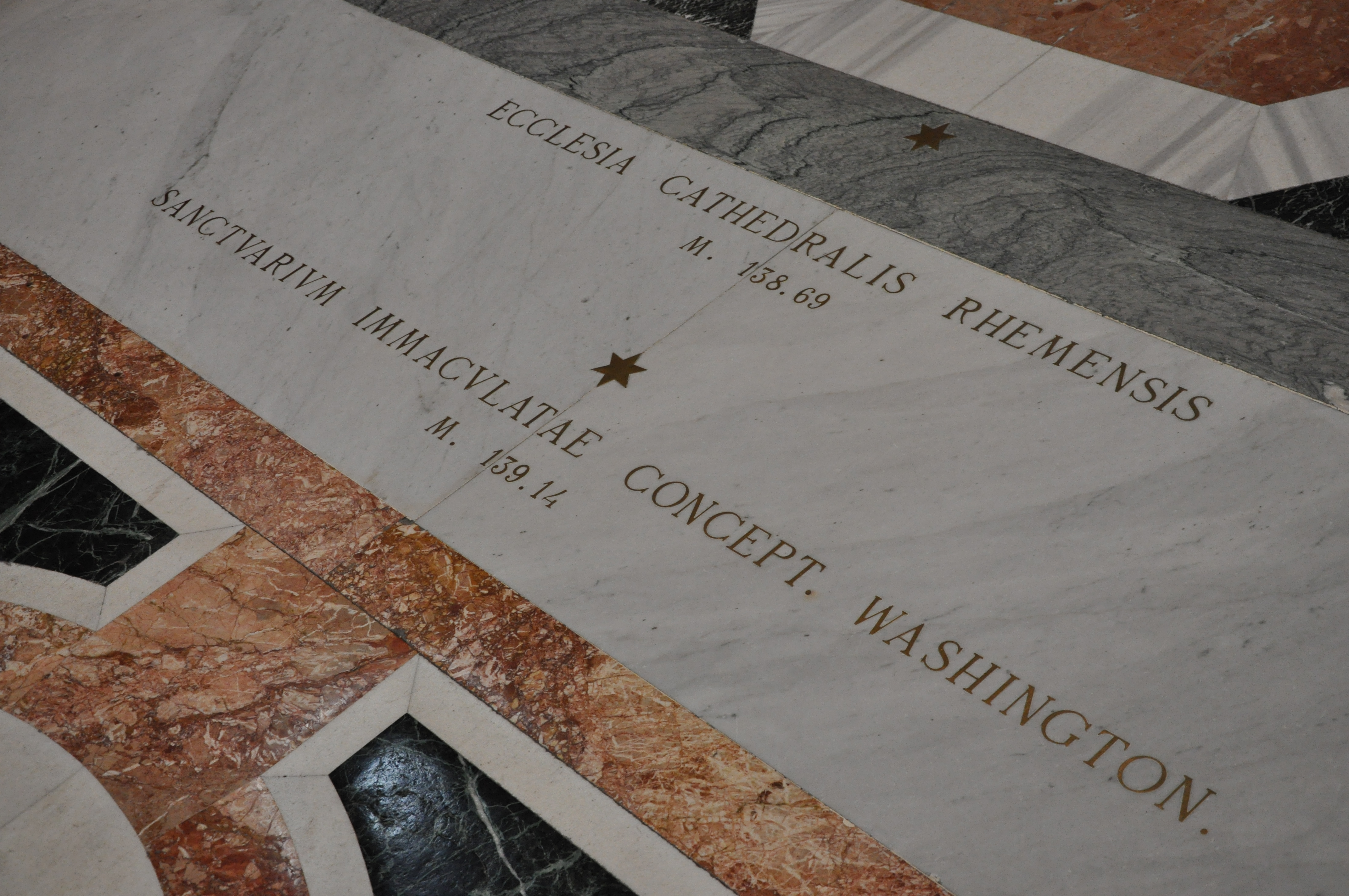
Markierungen (in lateinischer Sprache) für die Länge der Kathedrale von Reims und der Basilika in Washington auf dem Boden des Petersdoms

Belastbare Angaben zur Innenlänge des Kirchenraums sind noch schwerer zu finden als die übrigen hier zitierten Maße. Manchmal wird nur die Länge des Langhauses angegeben (also ohne Vierung und Chor), manchmal werden Turmhalle oder Chorkapellen mitgezählt und manchmal nicht.
Eine sehr bekannte Auflistung stellen die Messingsterne auf dem Boden des Mittelschiffs des Petersdoms dar, mit denen sich diese Basilika mit anderen bekannten Kirchen vergleicht. Die ersten 10 aus dieser Liste werden im Folgenden wiedergegeben. Allerdings besteht auch in dieser Auflistung keine Gewähr für methodische Korrektheit oder Vollständigkeit.
| Kirche                                | Standort                       | Länge    | Anmerkungen                           |
| ------------------------------------- | ------------------------------ | -------- | ------------------------------------- |
| St. Peter im Vatikan                  | Rom, Vatikanstadt              | 186,36 m |                                       |
| Kathedrale St. Paulus                 | London, Vereinigtes Königreich | 158,10 m |                                       |
| Dom Santa Maria del Fiore             | Florenz, Italien               | 149,28 m |                                       |
| Nationalbasilika des Heiligen Herzens | Brüssel, Belgien               | 140,94 m | Außenlänge: 164,5 m                   |
| Basilika der Unbefleckten Empfängnis  | Washington, USA                | 139,14 m |                                       |
| Liebfrauenkathedrale                  | Reims, Frankreich              | 138,69 m |                                       |
| Dom Mariä Geburt                      | Mailand, Italien               | 134,94 m | Laut anderen Quellen 148 m Innenlänge |
| Kölner Dom                            | Köln, Deutschland              | 134,94 m |                                       |
| Domkirche St. Maria und St. Stephan   | Speyer, Deutschland            | 134 m    |                                       |
| Basilika St. Petronius                | Bologna, Italien               | 132,54 m |                                       |

## Größte Kuppeln
| Kirche                                | Fertiggestellt              | Innendurchmesser         | Standort                       | Erbauer                                     | Anmerkungen |
| ------------------------------------- | --------------------------- | ------------------------ | ------------------------------ | ------------------------------------------- | --- |
| Notre-Dame-de-la-Paix de Yamoussoukro | 1988                        | 90 m                     | Yamoussoukro, Elfenbeinküste   | Pierre Fakhoury                             | Stahlbeton |
| Dom Santa Maria del Fiore             | 1436                        | 42–45 m                  | Florenz, Italien               | Filippo Brunelleschi                        | erste doppelschalige Kuppel der Renaissance |
| St. Peter im Vatikan                  | 1590                        | 42,3 m                   | Rom, Vatikanstadt              | Michelangelo                                | doppelschalige Kuppel |
| Rotunde von Mosta                     | 1871                        | 39,0 m                   | Mosta, Malta                   | Bevölkerung von Mosta                       | viertgrößte Kirchenkuppel der Welt nach Petersdom, Pantheon (beide in Rom) und dem Dom Santa Maria del Fiore in Florenz |
| Dom St. Blasien                       | 1781                        | 36,0 m                   | St. Blasien, Deutschland       | Benediktiner                                | drittgrößte Domkuppel in Europa zum Bauzeitpunkt; Holzkonstruktion nach Brand 1874 durch Eisenbogenrippen und Spannbeton ersetzt |
| Hagia Sophia                          | 24. Dezember 537            | 33 m                     | Istanbul, Türkei               | Anthemios von Tralleis und Isidor von Milet | Grundriss und Konstruktion basieren auf rein mathematisch entwickelten Geometrien geodätischer Bauvorschriften Herons von Alexandria, die von den beiden Alexandriner Hochschullehrern verwendet wurden. Das Bauwerk war bis 1453 Kirche, zwischen 1932 und 2020 Museum und gilt seit Juli 2020 wieder als Moschee. |
| Frederikskirche                       | 1894                        | 31 m                     | Kopenhagen, Dänemark           | Nicolai Eigtved                             | Die Kirche ist als Rotunde dem Pantheon in Rom verpflichtet. Ihre Errichtung dauerte von 1749 bis 1894. |
| St Paul’s Cathedral                   | 1710                        | 30,8 m                   | London, Vereinigtes Königreich | Christopher Wren                            | Wren’s Kuppel gilt als Krönung des europäischen Kuppelbaus, sie ist in der Reihe Florenz – Rom – London die technisch ausgereifteste Kuppel und mit ca. 65.000 Tonnen Gewicht auch die leichteste |
| Berliner Dom                          | 1905                        | 30,7 m                   | Berlin, Deutschland            | Julius Raschdorff                           | Die Hauptkuppel und die vier Turmabschlüsse wurden nach den Beschädigungen im Zweiten Weltkrieg in stark vereinfachter Form sowie um jeweils 16 Meter in der Höhe reduziert wiedererrichtet. Der Außendurchmesser der Kuppel beträgt ca. 33 m.                                                                      |
| Dom des Heiligen Sava                 | 1989                        | 30,5 m                   | Belgrad, Serbien               | Branko Pešić                                | Die Kuppel aus doppelschaligen Stahlbeton wurde per Lift-Slap Anlage auf 40 m Höhe gehoben |
| Frauenkirche                          | 1743                        | 26,15 m                  | Dresden, Deutschland           | George Bähr                                 | größte Mauerwerkskuppel nördlich der Alpen |
| Baptisterium San Giovanni             | 11. – Mitte 12. Jahrhundert | 25,60 m                  | Florenz, Italien               | Bischof von Florenz und Domkapitel          | größter Kuppelbau des Abendlandes zwischen Hagia Sophia und Dom von Florenz |
| St. Gereon                            | 1227                        | 21,0 m lang 16,9 m breit | Köln, Deutschland              | Erzbischof und Kanonikerstift               | Die Kuppel basiert auf byzantinischen Modellen die über San Vitale in Ravenna und dem Aachener Dom im Mittelalter in Europa gebaut wurden |

## Höchste Kirchenschiffe
| Kirche                    | Standort                   | Höhe    | Anmerkungen |
| ------------------------- | -------------------------- | ------- | --- |
| Kathedrale St. Peter      | Beauvais, Frankreich       | 48,50 m | Der Bauteil mit der höchsten Innenhöhe ist das südliche Querhaus. 1284 und 1573 stürzte die Kathedrale aufgrund statischer Baufehler ein und blieb bis heute unvollendet. |
| Dom Mariä Geburt          | Mailand, Italien           | 46,80 m | |
| St. Peter im Vatikan      | Rom, Vatikanstadt          | 46 m    | Angegeben ist die lichte Höhe des Mittelschiffs. Der Bereich unter der Vierungskuppel ist noch deutlich höher. |
| Basilika Sagrada Família  | Barcelona, Spanien         | 45 m    | Lang- und Querhäuser haben eine Innenhöhe von 45 m, die Vierung ist 60 m hoch. |
| Basilika San Petronio     | Bologna, Italien           | 45 m    | |
| Marienkathedrale „La Seu“ | Palma de Mallorca, Spanien | 43,75 m | Gotisches Schiff, vollendet 1587. |
| Kölner Dom                | Köln, Deutschland          | 43,35 m | Bauliches Vorbild war die Kathedrale von Amiens, deren Gewölbehöhe hier um einen Meter überboten wurde. |
| Liebfrauenkathedrale      | Amiens, Frankreich         | 42,30 m | Bei Fertigstellung des Chors 1269 war die Kathedrale von Amiens der höchste Innenraum der Welt, was die Baumeister im nahegelegenen Beauvais zu einem Ehrgeiz veranlasste, der dem dortigen Dom zwar tatsächlich Rekordmaße, aber auch eine tragische Baugeschichte bescherte. |
| Marienkathedrale          | Sevilla, Spanien           | 42 m    | |
| Stephansdom               | Metz, Frankreich           | 41,40 m | Gewölbe des Langhauses errichtet 1360–80. |

## Größte lichte Weite
Zwischen den Pfeilern des Kirchenschiffes gemessen, dabei jedoch nicht die Kuppel selbst betreffend, die aufgrund ihrer Lage auf den Pendentifs immer einen größeren Durchmesser besitzt als die Stützweite der Gurtbögen. Ausnahmen sind zylindrisch gebaute Rotunden, wo die Mauern selbst direkte Stützelemente sind (Pantheon), sowie wenn die Pendentifkuppel wie im Fall der Hagia Sophia als Außenkreis und nicht als Innenkreis konstruiert ist. Generell war die Fertigkeit, Gewölbe über große Spannweiten zu errichten, in Mitteleuropa nach der Antike verloren gegangen. Nur in Byzanz und Norditalien blieben sie erhalten. Byzantinische oder oberitalienische Bauleute errichteten so im 11. Jahrhundert das wegweisende Kreuzgratgewölbe des Speyrer Doms und verdrängten die holzgedeckten Flachdecken in der Kirchenarchitektur.
| Kirche                    | Standort            | Weite   | Anmerkungen |
| ------------------------- | ------------------- | ------- | --- |
| Hagia Sophia              | Istanbul, Türkei    | 31,00 m | Die über vier Stützen stehende Pendentifkuppel hat einen Durchmesser der über die lichten Weite des Kirchenschiffes reicht. Es ist die größte Kuppel die nur über vier Stützen erbaut wurde. Die Gurtbögen erreichen die größte Weite eines antiken Bauwerkes und formen ein 40 m hohes Gewölbe.                  |
| St. Peter im Vatikan      | Rom, Vatikanstadt   | 25,58 m | Die vier Pfeiler der Kuppel haben 70 m Umfang und sind eigentlich jeweils aus zwei Pfeilern zusammengesetzt. Die Kuppel hat acht Pendentifs. Die Spannweite zwischen den Pfeilern ist die größte, die nach der Antike erreicht wurde.                                                                             |
| Dom des Heiligen Sava     | Belgrad, Serbien    | 24 m    | Die vier Joche sind mit 37,70 m fast exakt so hoch wie die der Hagia Sophia, der sie verpflichtet ist. Sie hat die größte Kuppel einer orthodoxen Kirche. |
| Kathedrale Santa Maria    | Girona, Spanien     | 22,98 m | Das Bauwerk hat die größte Weite einer gotischen Kirche. |
| Dom Santa Maria del Fiore | Florenz, Italien    | 19,83 m | Das Bauwerk hat die größte Kuppel seit der Antike. Brunelleschi baute sie als doppelschalige Kuppel über acht Pfeilern. |
| Dom zu Speyer             | Speyer, Deutschland | 13,9 m  | Der Dom zu Speyer bildet einen Wendepunkt im Bau großer Gewölbe in Europa, deren technische Voraussetzungen nach der Antike verloren gegangen waren und der in Speyer wohl durch Byzantiner oder oberitalienische Bauleute gebaut wurde. Das Kreuzgratgewölbe hat neben der großen Spannweite eine Höhe von 33 m. |

## Höchste Kirchtürme

### Die 10 höchsten Kirchtürme
| Bauwerk                                           | Standort                     | Höhe  | Anmerkungen |
| ------------------------------------------------- | ---------------------------- | ----- | --- |
| Ulmer Münster, Westturm                           | Ulm, Deutschland             | 162 m | 1885–90 errichtete neugotische Vollendung eines im Mittelalter geplanten gotischen Turms in Anlehnung an die Originalpläne. Architekt war August Beyer, der bis 1893 auch den Turm des Berner Münsters vollendete. |
| Basilika Unserer Lieben Frau des Friedens, Kuppel | Yamoussoukro, Elfenbeinküste | 158 m | Architekt war Pierre Fakhoury. Vorbild der Kuppel war die des Petersdoms. |
| Kölner Dom, Westtürme                             | Köln, Deutschland            | 157 m | Doppelturmfassade mit zwei Westtürmen. Der nördliche ist 7 cm höher als der südliche. Die Originalpläne der Türme von Meister Arnold aus dem 13. Jahrhundert wurden 600 Jahre später weitgehend originalgetreu realisiert. Von 1880 bis zur Fertigstellung des Washington Monument (1884) das höchste Gebäude der Welt und bis zur Fertigstellung des Ulmer Münsters 10 Jahre lang die höchste Kirche der Welt. |
| Mariä-Himmelfahrt-Kathedrale, Vierungsturm        | Rouen, Frankreich            | 151 m | Ein erster Vierungsturm wurde 1235 vollendet und 1514 durch Brand zerstört. 1538–57 wurde ein Nachfolger errichtet, der angeblich 128 Meter hoch war, aber 1822 nach Blitzeinschlag ebenfalls niederbrannte. Bis 1877 wurde mit industrieller Technik (Gusseisen) der heutige Vierungsturm errichtet, der bis zur Vollendung der Kölner Domtürme drei Jahre lang das höchste Gebäude der Welt war.              |
| Basilica de Sagrada Família, Torre de Jesuchrist  | Barcelona, Spanien           | 142 m | Zwischenstand des Torre de Jesuchrist (2024). Dieser soll bei Fertigstellung im Jahr 2026 über 170 m hoch sein. |
| Liebfrauenmünster, Nordturm                       | Straßburg, Frankreich        | 142 m | Fertiggestellt 1439. Höchster erhaltener Kirchturm des europäischen Mittelalters. Nordturm der Doppelturm-Westfassade, der geplante Südturm wurde nie fertiggestellt. |
| Muttergottesbasilika, Westturm                    | Licheń Stary, Polen          | 141 m | 1994 erfolgte die Grundsteinlegung. Die Wallfahrtskirche ist nach Nordosten ausgerichtet, die Doppelturm-Hauptfassade weist nach Südwesten, an ihrer linken Seite steht der Hauptturm. |
| Stephansdom, Südturm                              | Wien, Österreich             | 136 m | Fertiggestellt 1433. War bis zur Vollendung des Straßburger Nordturms sechs Jahre später der höchste (heute noch existierende und damit nachprüfbare) Kirchturm der Welt. Mehrere Baumeister, u. a. Peter von Prachatitz. Der ursprünglich gleichartig geplante Nordturm wurde nie vollendet und ist heute nur 68 Meter hoch.                                                                                   |
| Mariä-Empfängnis-Dom, Nordturm                    | Linz, Österreich             | 134 m | Architekt war der Kölner Dombaumeister Vincenz Statz. Die Gesamthöhe war angeblich begrenzt, weil kein Bauwerk in Österreich-Ungarn höher sein durfte als der Wiener Stephansdom. Der Dom ist nach Süden statt nach Osten ausgerichtet, der Nordturm ist also Teil der (bei mittelalterlichen Kirchen üblicherweise im Westen befindlichen) Hauptfassade.                                                       |
| St. Peter im Vatikan, Kuppel                      | Rom, Vatikanstadt            | 132 m | Die von Michelangelo Buonarroti geplante und durch seinen Schüler Giacomo della Porta 1590 vollendete Kuppel ist das größte freitragende Ziegelbauwerk der Welt. |

Der noch existierende Turm von St. Nicolai (Hamburg, 147 m) steht seit 1943 ohne Kirche da und dient heute als Mahnmal.

### Historische Rekordhalter: Kirchtürme
| Seit | Bauwerk                                           | Höhe                                          | Anmerkungen |
| ---- | ------------------------------------------------- | --------------------------------------------- | --- |
| 1240 | St. Paul’s (Altbau), London                       | ≈149(?) m                                     | Vierungsturm, 1561 eingestürzt |
| 1311 | Marienkathedrale, Lincoln, Vereinigtes Königreich | ≈160(?) m                                     | Vierungsturm, 1549 eingestürzt |
| 1549 | Marienkirche, Stralsund, Deutschland              | ≈151(?) m                                     | Fertiggestellt 1485, 1647 durch Blitzschlag zerstört |
| 1569 | Kathedrale St. Peter, Beauvais, Frankreich        | ≈153(?) m                                     | Aufgrund mangelhafter Statik stürzte der Vierungsturm von Beauvais nicht einmal vier Jahre nach Eröffnung am 30. April 1573 ein.                                                                                       |
| 1573 | (wieder) Marienkirche, Stralsund, Deutschland     | (wieder) Marienkirche, Stralsund, Deutschland | (wieder) Marienkirche, Stralsund, Deutschland |
| 1647 | Liebfrauenmünster, Straßburg, Frankreich          | 142 m                                         | Fertiggestellt 1439. Höchster erhaltener Kirchturm des europäischen Mittelalters. Statt der ursprünglich geplanten Doppelturmfassade zunächst waagerechter Abschluss, diesem dann asymmetrisch der Einturm aufgesetzt. |
| 1874 | St. Nicolai, Hamburg, Deutschland                 | 147 m                                         | Kirche 1943 zerstört, Ruine 1951 abgerissen, Turm erhalten. |
| 1876 | Mariä-Himmelfahrt-Kathedrale, Rouen, Frankreich   | 151 m                                         | Vierungsturm |
| 1880 | Kölner Dom, Köln, Deutschland                     | 157 m                                         | Doppelturmfassade mit zwei Westtürmen. Der nördliche ist 7 cm höher als der südliche. |
| 1890 | Liebfrauenmünster, Ulm, Deutschland               | 162 m                                         | Westturm |

Die Höhenangaben für London, Lincoln, Beauvais und Stralsund beruhen auf zeitgenössischen Beschreibungen und sind nicht nachprüfbar. Sollten die aufgeführten Höhen falsch sein, kämen für die Zeit vor 1439 (Vollendung Straßburg) folgende Türme als Rekordhalter in Betracht:
- Kathedrale von Chartres, Südturm, 105 m, 1160 (der heute höhere Nordturm entstand erst 1500–13).
- Lübecker Dom, 114/112 m, 1247
- Freiburger Münster, 116 m, 1330
- Kathedrale von Salisbury, 123 m, frühes 14. Jh.
- Marienkirche (Lübeck), 125 m, ≈1350
- Stephansdom, 136 m, 1433

Die Türme in Lincoln, Stralsund, Beauvais, Straßburg, Hamburg, Rouen und Köln waren zugleich das jeweils höchste Bauwerk der Welt ihrer Zeit. Seit der Eröffnung von Washington Monument (1884) und Eiffelturm (1889) war kein Sakralbauwerk mehr Rekordhalter.
Die 1988 fertiggestellte Kuppel der Basilika Unserer Lieben Frau des Friedens in Yamoussoukro/Elfenbeinküste ist 158 m hoch, „verfehlte“ den Weltrekord also um dreieinhalb Meter.

## Grundfläche, Volumen, Fassungsvermögen

### Die 10 flächengrößten Kirchen
Angegeben ist die Grundfläche des Kirchenraums.
Methodische Unsicherheiten ergeben sich daraus, ob Seitenkapellen oder Nebenanlagen wie Kreuzgänge, Innenhöfe oder Sakristeien mitgezählt werden oder nicht. In manchen Quellen findet statt der Nutzfläche auch die gesamte bebaute Grundfläche des Kirchenbaus, also inklusive Außenmauern, was einen deutlich höheren Wert ergibt und nicht vergleichbar ist.
| Kirche                       | Standort                          | Grundfläche Innenraum | Anmerkungen                                                                                                 |
| ---------------------------- | --------------------------------- | --------------------- | --- |
| Mezquita-Catedral de Córdoba | Córdoba, Spanien                  | 23.000 m²             | Errichtet als Moschee. Der später hinzugefügte Kirchenbau nimmt nur einen kleinen Teil der Grundfläche ein. |
| St. Peter im Vatikan         | Rom, Vatikanstadt                 | 15.160 m²             | |
| Liebfrauenbasilika           | Aparecida, Brasilien              | 12.000 m²             | |
| Marienkathedrale             | Sevilla, Spanien                  | 11.520 m²             | |
| St. John the Divine          | New York, USA                     | 11.200 m²             | |
| Dom Mariä Geburt             | Mailand, Italien                  | 11.860 m²             | |
| Basilika der Muttergottes    | Licheń Stary, Polen               | 10.090 m²             | |
| Christuskathedrale           | Liverpool, Vereinigtes Königreich | 9.687 m²              | |
| Dreifaltigkeitskirche        | Fátima, Portugal                  | 8.700 m²              | |

## Sortierbare Liste
Die folgende Liste enthält alle Kirchenbauten aus den obigen Kurzlisten „Die 10 …ten“ sowie ausgewählte weitere wichtige Bauwerke, ohne Anspruch auf Vollständigkeit.
Sie ist nach der Länge des Außenbaus sortiert, da diese Angabe für die meisten aufgeführten Bauwerke vorliegt, kann aber über die Pfeilsymbole in den Spaltenköpfen auch nach anderen Kriterien sortiert werden.
| Kirche                                                                               | Standort                           | Den.       | Bauzeit         | Grundfläche innen (m²) | Länge innen (m) | Gewölbehöhe innen (m) | Länge außen (m) | Breite außen (m) | Turmspitze (m) | Bemerkungen | Bild                  |
| ------------------------------------------------------------------------------------ | ---------------------------------- | ---------- | --------------- | ---------------------- | --------------- | --------------------- | --------------- | ---------------- | -------------- | --- | --------------------- |
| St. Peter im Vatikan                                                                 | Rom, Vatikanstadt                  | rk         | 1506–1626       | 15.160                 | 186,30          | 45,50                 | 211,50          | 138              | 133,80         | Innere Länge 186,30 m. Fassungsvermögen: 20.000 Menschen. Bauvolumen: 1.200.000 m³. Breite des Querhauses: 137,85 m, Langhaus (Mittel- und Seitenschiffe): 58 m, Mittelschiff: 25,70 (am Eingang) bis 23 m (an der Vierung). Kuppeldurchmesser 41,50 m (innen) bzw. 58,90 m (außen), lichte Höhe unter Kuppellaterne 117,57 m.        | Rom St. Peter         |
| Basilika Unserer Lieben Frau des Friedens                                            | Yamoussoukro, Elfenbeinküste       | rk         | 1985–1989       | größer 8.000(?)        |                 |                       | 194             | 150              | 158,1          | Zentralbau; dem Petersdom nachempfunden. Nach Außenmaßen (bei Addition von Breite, Länge und Höhe) die größte Kirche der Welt. Fassungsvermögen: 18.000 Menschen. |                       |
| Christuskathedrale                                                                   | Liverpool, Vereinigtes Königreich  | anglik.    | 1904–1978       | 9.687                  |                 | 36,50                 | 188,70          |                  | 100,80         | Eine der letzten Großkirchen im Stil der Neogotik. Lichte Vierungshöhe 53,30 m Nach eigenen Angaben „die größte Kathedrale (in m²) in Großbritannien und die fünftgrößte der Welt“. | Liverpool             |
| St. John the Divine                                                                  | New York, USA                      | anglik.    | 1892–heute      | 11.250                 |                 |                       | 183,2           |                  |                | Fassungsvermögen: mehr als 12.000 Menschen, 10.000 Sitzplätze. Volumen des Innenraums: 476.346 m³ Vierungshöhe 49,38 m. | New York St. Johannes |
| Moschee von Córdoba                                                                  | Córdoba, Spanien                   | rk         | 784 bis 16. Jh. | 23.000                 |                 |                       | 179             | 134              | 93             | Große Moschee erbaut und mehrfach erweitert 784–987. Christliche Kathedrale ab 1523 hinzugefügt. | Córdoba               |
| Paulskathedrale                                                                      | London, Vereinigtes Königreich     | anglik.    | 1676–1708       | 7.857                  | 158             | 28                    | 175             | 75               | 111            | Schon der gotische Vorgängerbau war 181 m lang und hatte einen 149 m hohen Vierungsturm. Lichte Höhe unter Kuppel 68 m. Kuppeldurchmesser 31 m. | London St. Paul       |
| Liebfrauenbasilika                                                                   | Aparecida, Brasilien               | rk         | 1955–1980       | 18.000                 |                 |                       | 173 (188)       | 168 (183)        | 102            | Wallfahrtskirche. Architekt war Benedito Calixto. Fassungsvermögen: 45.000 Personen, am Patronatsfeiertag mit Nebenbereichen bis zu 70.000. | Aparecida             |
| Dreieinigkeitskathedrale                                                             | Winchester, Vereinigtes Königreich | anglik.    | 1079–1093       |                        |                 |                       | 170             |                  |                | Längste mittelalterliche Kirche der Welt. Bis zum Neubau der Westfassade im 14. Jh. sogar noch 12 Meter länger. Allein das Langhaus ist 97 m lang. | Winchester            |
| Abteikirche                                                                          | Albans, Vereinigtes Königreich     | anglik.    | 1077–1325       | 3.646                  | 134             | 20,20                 | 167,60          |                  | 44             | Klosterkirche, seit 1877 Kathedrale. Länge Mittelschiff 84 m, Chor +Presbyterium 52 m, Vierungshöhe 31,09 m, Breite Langhaus mit Seitenschiffen 19,81 m, Länge Querhaus (innen) 54 m. | St. Albans            |
| Nationalbasilika des Heiligen Herzens                                                | Brüssel, Belgien                   | rk         | 1905–1970       | größer 8.000           | 141             |                       | 164,50          | 107              | 93             | Erbaut als „Belgisches Nationalheiligtum“ auf einem Hügel in Brüssel. Kuppeldurchmesser 33 m. Architekt: Albert van Huffel | Brüssel-Kuckelberg    |
| Dreieinigkeitskathedrale                                                             | Ely, Vereinigtes Königreich        | anglik.    | 1083–1252       |                        |                 | 21,90                 | 163,70          |                  | 66             | Der Bau besitzt zwei Querhäuser und damit zwei Vierungen. Die lichte Höhe der östlichen beträgt 43 m. Länge Mittelschiff 75 m. | Ely                   |
| Nationalkathedrale Peter und Paul                                                    | Washington, USA                    | anglik.    | 1907–1990       | 7.712                  |                 |                       | 160             |                  |                | Nationalkirche der Vereinigten Staaten. Erbaut nach dem Vorbild gotischer Kathedralen Englands. | Washington            |
| Christuskathedrale                                                                   | Canterbury, Vereinigtes Königreich | anglik.    | 1070–1180       |                        |                 | 26,50                 | 157             | 47               | 76             | Hauptkirche der anglikanischen Church of England. | Canterbury            |
| Dom Mariä Geburt                                                                     | Mailand, Italien                   | rk         | 1388–1562       | 11.700                 | 148             | 45                    | 158             | 92               | 106,50         | Innere Breite des (fünfschiffigen) Langhauses 57,60 m. Lichte Vierungshöhe 65,50 m. |                       |
| Westminsterabtei                                                                     | London, Vereinigtes Königreich     | anglik.    | 1245–1519       | 114                    |                 | 31,10                 | 156             | 61               | 69             | Nationalkirche Englands. Vierungshöhe 42,67 m. | London Westminster    |
| Santa Maria del Fiore                                                                | Florenz, Italien                   | rk         | 1296–1436       | 8.300                  | 149,28          | 23                    | 153             | 38               | 114            | Die berühmte, von Brunelleschi errichtete Kuppel hat eine lichte Innenhöhe von 90 m und einen Durchmesser von 45 m. Sie war bis ins 20. Jh. hinein die größte Kuppel der Welt. Giottos 100 Jahre älterer Glockenturm ist 85 m hoch.                                                                                                   | Florenz               |
| Liebfrauenkathedrale                                                                 | Amiens, Frankreich                 | rk         | 1220–1366       | 7.700                  | 133,50          | 42,30                 | 145             | 70               | 112,70         | Umbauter Innenraum: 200.000 m³ | Amiens                |
| Kölner Dom                                                                           | Köln, Deutschland                  | rk         | 1248–1880       | 7.914                  |                 | 43,35                 | 144,6           | 86,5             | 157,38         | Die Fläche der Westfassade von über 7.100 Quadratmetern ist bis heute nicht übertroffen worden. Längste Kirche Deutschlands. Umbautes Volumen: 407.000 m³. | Köln                  |
| Basilika der Unbefleckten Empfängnis                                                 | Washington, USA                    | rk         | 1920–1961       | 7.079                  | 121,60          | 30,50                 | 140             | 73               | 100,30         | Größte katholische Kirche in den USA. Kuppeldurchmesser 27 m. Lichte Höhe unter Kuppel 48,50 m. |                       |
| Cathédrale Notre-Dame                                                                | Reims, Frankreich                  | rk         | 1211–1275       | 4.800                  | 139             | 38                    | 149             | 115              | 87             | „Nationalkathedrale“ Frankreichs. Berühmte zweitürmige Westfassade mit über 2300 Figuren. |                       |
| Muttergottesbasilika                                                                 | Licheń Stary, Polen                | rk         | 1994–2004       | 10.090                 |                 |                       | 139             | 70               |                | Wallfahrtskirche. Titel: Basilica minor. Volumen: 300.000 m³. |                       |
| Speyerer Dom                                                                         | Speyer, Deutschland                | rk         | 1025–1106       | 5.038                  |                 |                       | 134             | 37,6             |                | Größte erhaltene romanische Kirche der Welt. |                       |
| Basilika St. Petronius                                                               | Bologna, Italien                   | rk         | 1390–1658       | 7.920                  |                 | 45                    | 132,5           | 60               |                | ab 1390; umbauter Raum ca. 258.000 m³, weltgrößte gotische Backsteinkirche |                       |
| Cathédrale Notre-Dame                                                                | Paris, Frankreich                  | rk         | 1182 (W)        |                        |                 |                       | 132             | 60               |                | 1163 Grundsteinlegung |                       |
| Basílica del Pilar                                                                   | Saragossa, Spanien                 | rk         | 1681–1754       | 8.318                  |                 |                       | 130             | 67               |                | |                       |
| Mariä-Empfängnis-Dom                                                                 | Linz, Österreich                   | rk         | 1862–1935       | 5.170                  |                 |                       | 130             | 60               | 134            | Es existiert eine Päpstliche Errichtungsurkunde datiert mit 28. Jänner 1785, der Neue Dom in Linz ist die größte Kirche in Österreich |                       |
| Sankt Paul vor den Mauern                                                            | Rom, Italien                       | rk         | 324             |                        |                 |                       | 127             |                  |                | Im Auftrag Konstantins am vermuteten Grab des Apostels Paulus in Rom errichtet; bereits 386 erheblich vergrößert. Nach Beschädigung durch Feuer Juli 1824 Erneuerung unter Verwendung geretteter Teile. Eine der 4 Patriarchalbasiliken und eine der 7 Pilgerkirchen Roms, Grabungsarbeiten am Grab 2002–2006. Titel Basilica papale. |                       |
| Cathédrale Saint-Étienne                                                             | Bourges, Frankreich                | rk         | 1195–1324       | 5.900                  | 118             | 38                    | 125             | 73               | 65             | fünfschiffige Basilika ohne Querhaus. | Bourges               |
| Veitsdom                                                                             | Prag, Tschechien                   | rk         | 1344–1929       |                        |                 |                       | 124             | 60               |                | Größtes Kirchengebäude Tschechiens; größte Glocke Tschechiens und eine der größten der Welt (17 Tonnen) |                       |
| Catedral de la Virgen Maria en su Asunción                                           | Toledo, Spanien                    | rk         |                 |                        |                 |                       | 124             | 59               |                | Grundsteinlegung 1227 |                       |
| Ulmer Münster                                                                        | Ulm, Deutschland                   | ev.        | 1377–1890       | 6.029                  |                 |                       | 123,56          | 48,8             | 161,53         | Ursprünglich katholisch, seit Reformation größte protestantische Kirche. Höchster Kirchturm der Welt mit 161,53 Metern |                       |
| Basilika der Heiligen Familie                                                        | Barcelona, Spanien                 | rk         | 1882-heute      |                        |                 | 45                    | 90              | 60               |                | Noch im Bau. Foto rechts vom Sept. 2009. Vierungshöhe 60 m. |                       |
| Marienkathedrale                                                                     | Sevilla, Spanien                   | rk         | 1401–1519       | 11.520                 |                 | 42                    | 115             | 76               | 104,50         | Größter mittelalterlicher Kirchenbau der Welt. Weltkulturerbe. |                       |
| Hl. Dreifaltigkeit                                                                   | Fátima, Portugal                   | rk         | 2004–2007       | 12.300                 |                 |                       | 115             | 95               |                | Wallfahrtskirche. Größter Kirchenneubau des 21. Jahrhunderts. Baukosten ca. 60–80 Mio. Euro |                       |
| Isaakskathedrale                                                                     | Sankt Petersburg, Russland         | orth.      | 1818–1858       | 10.767                 |                 |                       | 111             | 97               |                | Die Russisch-Orthodoxe Kathedrale hatte mehrere Vorgängerbauten, der erste 1707 (kurz nach Gründung der Stadt) aus Holz. |                       |
| Kathedrale der Erlösung des Volkes                                                   | Bukarest, Rumänien                 | orth.      | 2010-heute      | 8.400                  |                 |                       | 120             | 70               |                | Fertigstellung der Rumänisch-Orthodoxen Kirche 2014. Fassungsvermögen: 5.000 Menschen |                       |
| Dom des Heiligen Sava                                                                | Belgrad, Serbien                   | orth.      | 1935–2004       | 4.830                  |                 |                       | 91              | 81               |                | Als Zentralbau an die Hagia Sophia angelehnt. Innerer Kuppeldurchmesser 30,5 m, Scheitelhöhe innen 64,56 m. Die 4.000 Tonnen schwere Kuppel wurde durch eine Lift-Slab auf 40,09 respektive 77,34 m Höhe geschoben. Seit 2017 ziert sie mit 1230 m² Fläche das größte Goldmosaik der Welt.                                            |                       |
| Basilika der Jungfrau von Guadalupe                                                  | Mexiko-Stadt, Mexiko               | rk         | 1974–1976       | größer 8.000           |                 |                       | 100             | 42               |                | Wallfahrtskirche, zurückgehend auf eine Marienerscheinung. |                       |
| Hagia Sophia                                                                         | Istanbul, Türkei                   | orth. (ex) | 532–537         | 7.500                  |                 |                       | 109,57          |                  |                | Wurde als byzantinische christliche Kirche gebaut. Ehemals größte Kirche der Welt, 1453 in eine Moschee umgewandelt, war von 1934 bis 2020 ein Museum. |                       |
| Lateranbasilika                                                                      | Rom, Vatikanstadt                  | rk         | 324             |                        |                 |                       |                 |                  |                | Geht im Kern auf Konstantin den Großen zurück, wurde wiederholt umgebaut und barockisiert. Sie ist die Bischofskirche von Rom, nicht der Petersdom. Ältestes christliches Bauwerk im westlichen Europa. Titel Basilica papale. |                       |
| Christi-Geburt-Kathedrale                                                            | Neue Hauptstadt Ägyptens, Ägypten  | orth.      | 2017–2019       | 7.500                  | 142             |                       |                 |                  | 45             | Größte Orientalisch-orthodoxe Kirche der Welt, Größte Kirche im Nahen Osten |                       |
| Cathedral of Our Lady of the Angels, (Kathedrale Unserer Lieben Frau von den Engeln) | Los Angeles, USA                   | rk         | 1999–2002       |                        |                 |                       | 120,62          |                  |                | |                       |
| Berliner Dom                                                                         | Berlin, Deutschland                | ev.        | 1894–1905       | 6.789                  |                 |                       | 93              | 73               |                | |                       |